# Zamach we Władykaukazie (2008)
Zamach we Władykaukazie – zamach, który miał miejsce 6 listopada 2008 we Władykaukazie w Osetii Północnej. W wyniku eksplozji wywołanej za pomocą tzw. pasa szahida, zginęło 12 osób, a ciężko rannych zostało blisko 41 osób. Zamachu na przystanku mikrobusów, kursujących na stałych trasach (ros. marszrutki) dokonała niezidentyfikowana kobieta-samobójca, które w Rosji nazywane są czarnymi wdowami. Wybuch nastąpił w chwili, gdy pasażerowie wysiadali z mikrobusu w pobliżu ruchliwego targu w centrum miasta.